# Shaft (film 2019)
Shaft è un film del 2019 diretto da Tim Story con protagonisti Samuel L. Jackson, Jessie Usher, Regina Hall e Richard Roundtree.
La pellicola è il quinto film della serie di Shaft.

## Trama
J. J. Shaft lavora come analista dati per conto dell'FBI. Un giorno il suo migliore amico, Karim Hassan, muore apparentemente per un'overdose di eroina. Non accettando il fatto che Karim sia morto in questo modo, dal momento che aveva smesso di drogarsi e conduceva una vita pulita, decide di indagare per conto proprio, andando a chiedere aiuto a suo padre, John Shaft, che lo aveva abbandonato venticinque anni prima per via della vita da poliziotto troppo pericolosa. Dopo che i due si ritrovano, John Shaft decide di aiutare J. J. nelle indagini. Presto quest'ultimo scoprirà che il padre utilizza dei sistemi poco ortodossi e grossolani per raggiungere l'obiettivo. Tuttavia, grazie alla collaborazione fra i due, riusciranno a risalire ad un ingente traffico di stupefacenti e a sgominare l'intera organizzazione.

## Produzione
Il 18 febbraio 2015 la New Line Cinema acquista i diritti della serie di Shaft per farne un reboot insieme alla Davis Entertainment.
Il 20 gennaio 2017 Tim Story ottiene la regia del film. Il 18 agosto dello stesso anno, Jessie Usher viene scelto per interpretare il figlio di John Shaft II, interpretato nuovamente da Samuel L. Jackson, ed anche Richard Roundtree ritorna nel ruolo di John Shaft.
Il budget del film è stato di 30 milioni di dollari.
Nell'ottobre 2017, Netflix trova un accordo con la New Line Cinema, la quale distribuirà la pellicola negli Stati Uniti, mentre Netflix, coprendo più della metà del budget, acquista i diritti di distribuzione per il resto del mondo, diffondendo il film due settimane dopo l'uscita negli Stati Uniti.

### Riprese
Le riprese del film sono iniziate nel febbraio 2018, mentre delle riprese aggiuntive sono state effettuate ad Atlanta nell'agosto dello stesso anno.

## Promozione
Il primo teaser trailer del film viene diffuso il 5 febbraio 2019 insieme al poster, mentre il trailer esteso il giorno seguente.

## Distribuzione
La pellicola è stata distribuita nelle sale cinematografiche statunitensi a partire dal 14 giugno 2019, mentre nel resto del mondo viene diffusa su Netflix a partire dal 28 giugno.

## Accoglienza

### Incassi
La pellicola ha incassato 17,4 milioni di dollari nel Nord America.

### Critica
Sull'aggregatore Rotten Tomatoes il film riceve il 31% delle recensioni professionali positive, con un voto medio di 4,64 su 10 basato su 99 critiche, mentre su Metacritic ottiene un punteggio di 40 su 100, basato su 30 critiche.